# 芮福·達令
陆军上将芮福·達令爵士，GCH（General Sir Ralph Darling，1772年—1858年4月2日），英國軍人和殖民地總督，1825年至1831年任新南威爾斯總督。

## 家庭
1817年10月13日，達令娶了澳門出生的伊莉莎白·敦瑪絲珂（Elizabeth Dumaresq，1798年11月10日─1868年9月3日）。 他是陸軍少將亨利·達令（Major-General Henry Darling）的長兄。 亨利·達令是督憲閣下查爾斯·亨利·達令爵士，KCB（His Excellency Sir Charles Henry Darling, KCB）的父親。

## 生平

### 早期生涯
達令1793年加入英國陸軍任少尉，隸屬第45步兵團，1796年8月獲委任為拉爾夫·阿培克朗比爵士（Sir Ralph Abercromby）的軍務秘書。他在科魯尼亞戰役中指揮了一個團，後於1810年晉升為炮兵指揮官，1813年官至少將，1814任代理副官長，1815年為皇家近衛騎兵團（Royal Horse Guards）一員。
達令擔任毛里裘斯署理總督前，曾於1819年2月-1824年2月指揮島上的英軍。達令留守當地的最後三年表現了執政能力，正因如此，他1824年獲任命為新南威爾斯第七任總督。 然而，達令在毛里裘斯聲名狼藉，尤其是他准許英國護衛艦違反檢疫規定，引致霍亂疫情爆發。議會人士抗議達令的做法，他因而中止了當地的普通議會（法文：Conseil de Commune）。

### 新南威爾斯總督
達令1826年起命囚犯修建大北路（Great North Road），連接悉尼附近的霍克斯伯里（Hawkesbury）聚落和獵人谷（Hunter Valley）。
達令委命為第七任新南威爾斯總督時，殖民地的西部邊界（1788年訂立，位於東經135度）西延了6度，至東經129度。 這條經度線後來成為分割西澳州和南澳州的邊界。在南面，澳洲大陸的東南「角」──威爾遜岬（Wilson's Promontory）以外的範圍，不再隸屬新南威爾斯，改歸范迪門斯地副總督（Lieutenant Governor of Van Diemen's Land）管轄，並宣佈塔斯曼尼亞為自治政府。

### 晚年
達令因服務良多，1835年獲封爵士，1841年晉升為將軍。他1858年4月2日於英國布萊頓逝世，剩下遺孀、三個兒子和幾個女兒。

## 爭議
達令任內被指專制暴政，這些指摘尤見於英、澳兩地的報章（如William Wentworth和Robert Wardell營辦的《澳洲報》）。 指控包括，他下令拷打囚犯Joseph Sudds和Patrick Thompson，以儆效尤，致使Sudds死去。
達令據說「力排眾議，否決在悉尼建立劇院」。他還頒佈了法律，嚴禁戲劇表演，訂明所有大眾娛樂必須經輔政司（Colonial Secretary）認可。結果除音樂會演出外，其他申請無一獲批。
他回英格蘭時，殖民地的民眾爭相慶祝。

## 以達令命名的地方
以下地方以達令或其直系親屬命名。
- 達令河
- 達令港
- 達令山丘（Darling Downs）
- 達令嶺（又稱達令山脈；Darling Scarp，又稱Darling Range、 Darling Ranges）[6]
- 達令街，悉尼城區巴爾曼（Balmain）的大街
- 悉尼城區達令赫斯特（Darlinghurst）和達令角（Darling Point）

## 外部連結
- Detailed discussion of the Sudds and Thompson case （英文）

## 延伸閱讀
- Brian H. Fletcher. . Oxford University Press. 1984: 473. ISBN 0-19-554564-8.
- Edward Duyker, ‘An Elegant Defence of a Colonial Governor’, Australian Rationalist Quarterly, No. 22, June 1985, p. 14.

| 政府职务                          | 政府职务                     | 政府职务              |
| --------------------------------- | ---------------------------- | --------------------- |
| 前任： 托马斯·麦克杜格尔·布里斯班 | 新南威爾斯總督 1825年–1831年 | 繼任： Richard Bourke |